# 陈果
陳果（英語：Fruit Chan，1959年4月15日—），香港电影导演、獨立電影製作人，代表作为“九七三部曲”（《香港製造》、《去年煙花特別多》、《細路祥》）和“妓女三部曲”（《榴槤飄飄》、《香港有個》，《三夫》）。憑這三部曲，亦他曾多次奪得海外多個獎項。
除以低成本拍攝電影外，陳果亦常起用新人或非專業的演員作為電影主角。他的電影風格寫實，戲中人物多為草根階層。此外，他也是電影編劇，並常親自擔任剪接及電影主題曲創作。

## 個人經歷

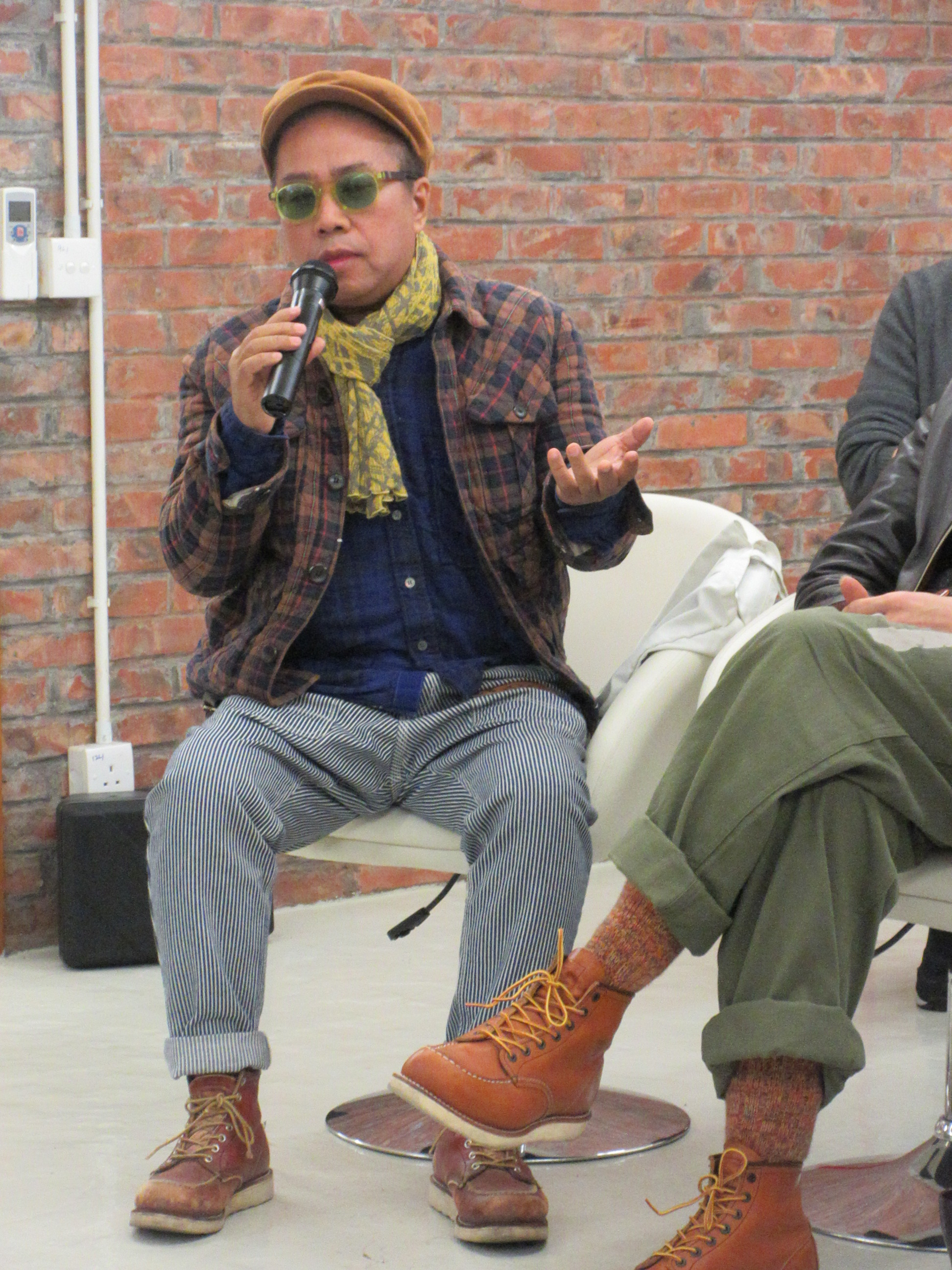
陳果出席2017年12月在觀塘舉行的香港電影導演會與導演對話電影座談會

陳果出生於海南島，10歲時隨父母移居香港。中學畢業後對電影產生濃厚興趣，1979年，就讀香港電影文化中心開設的電影編劇及製作課程。1981至1982年，在香港電影文化中心工作，擔任多部電影的場務、場記、製片工作。1984年加入嘉禾電影公司，任多部電影的副導演及策劃。1990年，利用現成的佈景拍成第一部電影《大鬧廣昌隆》，但該片到1993年才有機會公映，票房亦不理想。1992年拍成的《五個寂寞的心》更只能以影碟出版。
1996年，以港幣五十萬資金、五位工作人員以及兩年時間儲存起的八萬呎菲林，開拍電影《香港製造》，並得劉德華賞識，負責該片後期，並親自出任監製。陳果憑該片一鳴驚人，獲得香港電影金像獎和金馬獎最佳導演。之後，繼續以獨立製作的方式拍了多部作品，多次獲得香港電影金像獎最佳導演及最佳編劇的提名。2000年獲得香港藝術家年獎。2001年，憑《榴槤飄飄》獲得香港電影金像獎最佳編劇。2002年，憑《香港有個》再次獲得金馬獎最佳導演。

## 作品列表

### 導演
- 《五個寂寞的心》（1992年）
- 《大鬧廣昌隆》（1993年）
- 《香港製造》（1997年，李璨琛、嚴栩慈主演，“九七三部曲”之一）
- 《去年煙花特別多》（1998年，Robby Cheung及何華超主演，“九七三部曲”之二）
- 《細路祥》（1999年，“九七三部曲”之三）
- 《榴槤飄飄》（2000年，秦海璐主演，另一套電影《細路祥》的延續故事，“妓女三部曲”之一）
- 《香港有個荷里活》（2001年，周迅主演，“妓女三部曲”之二）
- 《人民公廁》（2002年，陳果第一套數碼電影作品）
- 《小豬不舒服》（2003年，響應1:99電影行動所拍成的短片）
- 《三更2：餃子》（2004年，楊千嬅主演）
- 《A+B=C》（2006年，大制作网络时尚爱情电影短片）
- 《西安故事》（2006年，在中國大陸拍攝的手機電影）
- 《鬼上影》（2009年，陳果首部荷里活電影作品，翻拍1996年日本鬼片《女優靈》）
- 《成都我愛你》（2009年，與崔健、許秦豪合作，各自執導一條短片，最後組合成長片）
- 《黄色拖鞋》（2010年，香港商務及經濟發展局旗下「創意香港」所資助一個名為「香港四重奏」的其中一條短片）
- 《迷離夜：驚蟄》（2013年）
- 《那夜凌晨，我坐上了旺角開往大埔的紅van》（2014年）
- 《謀殺似水年華》（2016年）[3]
- 《燦爛這一刻》（2017年）
- 《三夫》（2018年，曾美慧孜主演，“妓女三部曲”之三）
- 《九龍不敗》（2019年）
- 《墮胎師》（2020年）
- 《鬼同你住》（2021年）
- 《失衡凶間》（2022年）

### 監製
- 《香港有個荷里活》（2001年）
- 《新娘大作戰》（2015年）
- 《謀殺似水年華》（2016年）
- 《三夫》（2018年）
- 《淪落人》（2018年）（首部劇情電影計劃）
- 《九龍不敗》（2019年）
- 《鬼同你住》（2021年）
- 《心裏美》（2022年）
- 《寄了一整個春天》（2024年）（首部劇情電影計劃，拍攝中）
- 《淺淺歲月》（2024年）
- 《長洲賓客拯救隊》（首部劇情電影計劃，拍攝中）

## 獎項與提名
| 年份 | 頒獎典禮                   | 獎項             | 作品                                                              | 結果 |
| ---- | -------------------------- | ---------------- | ----------------------------------------------------------------- | ---- |
| 1997 | 第34屆金馬獎               | 最佳劇情片       | 香港製造                                                          | 提名 |
| 1997 | 第34屆金馬獎               | 最佳導演         | 香港製造                                                          | 獲獎 |
| 1997 | 第34屆金馬獎               | 最佳原著劇本     | 香港製造                                                          | 獲獎 |
| 1997 | 第34屆金馬獎               | 最佳剪輯         | 香港製造                                                          | 提名 |
| 1998 | 第4屆香港電影評論學會大獎  | 最佳導演         | 香港製造                                                          | 獲獎 |
| 1998 | 第4屆香港電影評論學會大獎  | 最佳編劇         | 香港製造                                                          | 提名 |
| 1998 | 第17屆香港電影金像獎       |                  | 香港製造                                                          |      |
| 1998 | 最佳電影                   | 獲獎             | 香港製造                                                          |      |
| 1998 | 最佳導演                   | 獲獎             | 香港製造                                                          |      |
| 1998 | 最佳編劇                   | 提名             | 香港製造                                                          |      |
| 1998 | 最佳剪接                   | 提名             | 香港製造                                                          |      |
| 1999 | 第5屆香港電影評論學會大獎  | 最佳導演         | 去年煙花特別多                                                    | 提名 |
| 1999 | 第18屆香港電影金像獎       | 最佳導演         | 去年煙花特別多                                                    | 提名 |
| 1999 | 第18屆香港電影金像獎       | 最佳編劇         | 去年煙花特別多                                                    | 提名 |
| 2000 | 第6屆香港電影評論學會大獎  | 最佳導演         | 細路祥                                                            | 提名 |
| 2000 | 第19屆香港電影金像獎       |                  | 細路祥                                                            |      |
| 2000 | 最佳電影                   | 提名             | 細路祥                                                            |      |
| 2000 | 最佳編劇                   | 提名             | 細路祥                                                            |      |
| 2000 | 最佳剪接                   | 提名             | 細路祥                                                            |      |
| 2000 | 第37屆金馬獎               |                  | 細路祥                                                            |      |
| 2000 | 最佳劇情片                 | 提名             | 細路祥                                                            |      |
| 2000 | 最佳原著劇本               | 獲獎             | 細路祥                                                            |      |
| 2001 | 第7屆香港電影評論學會大獎  | 最佳導演         | 榴槤飄飄                                                          | 提名 |
| 2001 | 第7屆香港電影評論學會大獎  | 最佳編劇         | 榴槤飄飄                                                          | 提名 |
| 2001 | 第20屆香港電影金像獎       |                  | 榴槤飄飄                                                          |      |
| 2001 | 最佳電影                   | 提名             | 榴槤飄飄                                                          |      |
| 2001 | 最佳導演                   | 提名             | 榴槤飄飄                                                          |      |
| 2001 | 最佳編劇                   | 獲獎             | 榴槤飄飄                                                          |      |
| 2001 | 第38屆金馬獎               |                  | 榴槤飄飄                                                          |      |
| 2001 | 最佳劇情片                 | 獲獎             | 榴槤飄飄                                                          |      |
| 2001 | 最佳導演                   | 提名             | 榴槤飄飄                                                          |      |
| 2001 | 最佳原著劇本               | 獲獎             | 榴槤飄飄                                                          |      |
| 2001 | 最佳剪輯                   | 提名             | 榴槤飄飄                                                          |      |
| 2002 | 第39屆金馬獎               | 最佳劇情片       | 香港有個荷里活                                                    | 提名 |
| 2002 | 第39屆金馬獎               | 最佳導演         | 香港有個荷里活                                                    | 獲獎 |
| 2002 | 第39屆金馬獎               | 最佳原著劇本     | 香港有個荷里活                                                    | 提名 |
| 2002 | 第39屆金馬獎               | 最佳原創電影歌曲 | 〈一顆荔枝三把火〉 詞：陳果，曲：林華全，唱：周迅                 | 提名 |
| 2002 | 第39屆金馬獎               | 最佳剪輯         | 香港有個荷里活                                                    | 提名 |
| 2003 | 第9屆香港電影評論學會大獎  | 最佳電影         | 香港有個荷里活                                                    | 提名 |
| 2003 | 第9屆香港電影評論學會大獎  | 最佳導演         | 香港有個荷里活                                                    | 提名 |
| 2003 | 第9屆香港電影評論學會大獎  | 最佳編劇         | 香港有個荷里活                                                    | 獲獎 |
| 2003 | 第22屆香港電影金像獎       | 最佳電影         | 香港有個荷里活                                                    | 提名 |
| 2003 | 第22屆香港電影金像獎       | 最佳導演         | 香港有個荷里活                                                    | 提名 |
| 2003 | 第22屆香港電影金像獎       | 最佳編劇         | 香港有個荷里活                                                    | 提名 |
| 2003 | 第40屆金馬獎               | 最佳原創電影歌曲 | 〈我還年輕混音版〉 詞：陳果、曲：Kiechan Namkung、唱：Hyo-soo Kim | 提名 |
| 2004 | 第10屆香港電影評論學會大獎 | 最佳導演         | 人民公廁                                                          | 提名 |
| 2004 | 第41屆金馬獎               | 最佳導演         | 三更2：餃子                                                       | 提名 |
| 2005 | 第11屆香港電影評論學會大獎 | 最佳導演         | 三更2：餃子                                                       | 提名 |
| 2007 | 香港特區十周年電影選舉     | 最佳導演         | 香港製造                                                          | 提名 |
| 2014 | 第51屆金馬獎               | 最佳改編劇本     | 那夜凌晨，我坐上了旺角開往大埔的紅van                             | 提名 |
| 2015 | 第21屆香港電影評論學會大獎 | 最佳導演         | 那夜凌晨，我坐上了旺角開往大埔的紅van                             | 獲獎 |
| 2015 | 第21屆香港電影評論學會大獎 | 最佳編劇         | 那夜凌晨，我坐上了旺角開往大埔的紅van                             | 提名 |
| 2015 | 第34屆香港電影金像獎       | 最佳導演         | 那夜凌晨，我坐上了旺角開往大埔的紅van                             | 提名 |
| 2015 | 第34屆香港電影金像獎       | 最佳編劇         | 那夜凌晨，我坐上了旺角開往大埔的紅van                             | 提名 |
| 2019 | 第25屆香港電影評論學會大獎 | 最佳電影         | 淪落人                                                            | 提名 |
| 2019 | 第25屆香港電影評論學會大獎 | 最佳電影         | 三夫                                                              | 獲獎 |
| 2019 | 第25屆香港電影評論學會大獎 | 最佳導演         | 三夫                                                              | 獲獎 |
| 2019 | 第25屆香港電影評論學會大獎 | 最佳編劇         | 三夫                                                              | 提名 |
| 2019 | 第13屆亞洲電影大獎         | 最佳導演         | 三夫                                                              | 提名 |
| 2019 | 第38屆香港電影金像獎       | 最佳電影         | 淪落人                                                            | 提名 |
| 2019 | 第38屆香港電影金像獎       | 最佳電影         | 三夫                                                              | 提名 |
| 2019 | 第38屆香港電影金像獎       | 最佳導演         | 三夫                                                              | 提名 |
| 2020 | 第57屆金馬獎               | 最佳導演         | 墮胎師                                                            | 提名 |
| 2021 | 第58屆金馬獎               | 最佳原著劇本     | 鬼同你住                                                          | 提名 |
| 2022 | 第28屆香港電影評論學會大獎 | 最佳編劇         | 鬼同你住                                                          | 提名 |